# Tập tin nhị phân

Một kết xuất hex của 318 byte của favicon Wikipedia, hay. Cột đầu tiên đánh số địa chỉ bắt đầu của dòng, trong khi * đánh dấu sự lặp lại.

Tập tin nhị phân (tiếng Anh: binary file) là một tập tin mà không phải là tập tin văn bản. Thuật ngữ "tập tin nhị phân" thường được dùng với nghĩa "tập tin không phải văn bản". Nhiều định dạng tập tin nhị phân có chứa các phần có thể được hiểu là văn bản; ví dụ, một số tập tin văn bản máy tính chứa văn bản có định dạng, như tập tin tài liệu Microsoft Word cũ, có chưa các văn bản của tài liệu và cũng chứa thông tin định dạng dưới dạng nhị phân.

## Kiểu nhị phân
1. Bảo toàn dữ liệu: trong quá trình nhập xuất dữ liệu không bị biến đổi. Dữ liệu ghi trên tệp theo các byte nhị phân như trong bộ nhớ.
2. Mã kết thúc tệp trong khi đọc nếu gặp cuối tệp thì ta nhận được mã kết thúc tệp EOF (định nghĩa trong stdio.h bằng -1) và hàm feof cho giá trị khác 0. Lý do chọn số -1 làm mã kết thúc tệp là vì nếu chưa gặp cuối tệp thì sẽ đọc được một byte có giá trị từ 0 đến 255. Như vậy giá trị -1 sẽ không trùng với bất kỳ byte nào đọc được từ tệp.

## Kiểu văn bản
Kiểu nhập xuất văn bản chỉ khác kiểu nhị phân khi xử lý ký tự chuyển dòng (mã 10) và ký tự mã 26. Đối với các ký tự khác, hai kiểu đều đọc ghi như nhau.